# Лесото на літніх Олімпійських іграх 2020
Лесото на літніх Олімпійських іграх 2020 представляли два спортсмени в одному виді спорту.

## Результати

### Легка атлетика
| Спортсмен            | Дисципліна | Результат | Відставання | Місце |
| -------------------- | ---------- | --------- | ----------- | ----- |
| Хоарахлане Сеутлоалі | Марафон    | 2:25:03   | +16:25      | 67    |

| Спортсменка   | Дисципліна | Результат | Відставання | Місце |
| ------------- | ---------- | --------- | ----------- | ----- |
| Нехенг Хатала | Марафон    | 2:33:15   | +5:55       | 20    |